# 미얀마 이름
미얀마 이름은 미얀마에서 쓰는 사람이름과 그 체계를 말한다. 미얀마의 전통 이름은 매우 독특한데 아버지나 어머니의 혈통을 반영한 호칭이 전혀 없고 따라서 흔히 아버지를 따라가는 성도 쓰지 않는다. 다시 말해 개인명인 이름만 쓰며 그 이름도 정부나 공제규제없이 바꿀 수 있다. 또한 미얀마 사람들은 자기 삶의 전환점이나 인생의 굴곡 또는 경험을 이름에 반영하기도 한다. 그러나 오늘날에는 서구 작명법의 영향도 점차 커지고 있다.

## 전통 이름
미얀마의 전통 이름은 보통 한 음절로만 이루어진다.(미얀마어는 고립,성조어이다)

## 이름에 붙는 경칭
| 경칭             | 미얀마어 | 뜻           | 설명                                                                                              |
| ---------------- | -------- | ------------ | ------------------------------------------------------------------------------------------------- |
| Ashin            | အရှင်      | Lord         | 스님,귀족이 쓰며 드물게 여성에게 쓰인다                                                           |
| Bo/Bogyoke       | ဗိုလ်/ဗိုလ်ချုပ်  | 장관,사령관  | 군 지휘관에게 쓰인다 (e.g., Bogyoke Aung San)                                                     |
| Daw              | ဒေါ်        | 아주머니     | 사회적 지위가 높고 나이가 많은 여성에게 쓰인다(e.g. Daw Aung San Suu Kyi)                         |
| Duwa             | ဒူးဝါး       | Chief        | 카친족 사람들에게 쓴다 Kachin ch                                                                  |
| Ko               | ကို        | 맏이,형      | 비슷한 나이의 남자에게 씀 (e.g. Ko Mya Aye)                                                       |
| Ma               | မ        | 누이,누나    | 비슷한 나이의 여자에게 씀                                                                         |
| Mahn             | မန်း       | Mr           | 카렌족 남자에게 씀 (e.g., Mahn Win Maung)                                                         |
| Maung (abbr. Mg) | မောင်       | 형제         | 가끔 이름의 일부로 쓰이기도 함                                                                    |
| Mi               | မိ        | Ms           | 몬족 여성들이 씀                                                                                  |
| Min              | မင်း       | 임금,왕      | 뒤덧말로 쓰임 (e.g. Mindon Min)                                                                   |
| Minh             | မင်း       |              | 몬족 소년이 씀(마웅과 비슷)                                                                       |
| Nai              | နိုင်       | Mr           | 몬족 남성이 씀 "우"와 비슷함 (e.g., Nai Shwe Kyin)                                                |
| Nang             | နန်း       | Ms           | 샨족 여성이 씀                                                                                    |
| Naw              | နော်        | Ms           | 카인족 여성이 씀                                                                                  |
| Sai              | စိုင်း       | Mr           | 샨족 남성이 씀 (Sai Htee Saing)                                                                   |
| Salai            | ဆလိုင်း      |              | 친족 남성이 씀 (e.g., Salai Than Tun)                                                             |
| Sao              | စဝ်       |              | 샨 왕족이 씀 (, Sao Shwe Thaik)                                                                   |
| Saw              | စော        | Mr           | 카렌족 남성이 씀 (Saw Bo Mya); 매우 흔한 버마족 이름이기도 하다                                   |
| Sawbwa           | စော်ဘွား       | Chief        | 샨족 족장들에게 붙는 호칭으로 버마족의 사오파에 대응하는 말이다(Nyaungshwe Sawbwa Sao Shwe Thaik) |
| Saya             | ဆရာ       | 선생님(남자) | 사회적 지위가 높거나 나이가 많은 남자에게 씀                                                      |
| Sayadaw          | ဆရာတော်      | 궁정 교사    | 나이든 스님들에게 씀 (Sayadaw U Pandita)                                                          |
| Sayama           | ဆရာမ      | 선생님(여자) | 사회적 지위 또는 나이가 많은 여자에게 씀                                                          |
| Shin             | ရှင်       | Lord         | 스님과 귀족여성들이 씀 (e.g. Shin Arahan, Yawei Shin Htwe)                                        |
| Tekkatho         | တက္ကသိုလ်    | University   | 작가들이 씀/현재는 드물게 쓰임 ( e.g., Tekkatho Phone Naing)                                      |
| Thakin           | သခင်      | Master       | 미얀마 군사조직인 도바마 아시아요네 멤버들이 썼음 (Thakin Kodaw Hmaing)                           |
| Theippan         | သိပ္ပံ      | Science      | 작가들이 씀(현재는 매우 드묾) ( Theippan Maung Wa)                                                |
| U                | ဦး        | 아저씨,아재  | 사회적 지위가 높은 나이든 남성과 스님들에게 씀 (e.g., U Thant, U Ottama)                          |